# كوين
كوين (بالإنجليزية: Queen)‏ هي فرقة روك موسيقية إنجليزية تشكلت عام 1970 في لندن بواسطة عازف القيثارة برايان ماي، والمغني فريدي ميركوري (توفي عام 1991)، وقارع الطبول روجر تايلور، وعازف الباص جيتار جون ديكون (اعتزل عام 1997). لا تزال الفرقة نشطة في مجال الموسيقى، حيث يقوم برايان ماي وروجر تايلور بإحياء الحفلات الموسيقية مع المغني بول روجرز منذ عام 2005. تعد الفرقة، إلى جوار البيتلز، من أشهر الفرق الموسيقية من المملكة المتحدة.
من أشهر أغانيهم : We Are the Champions, We Will Rock You, Bohemian Rhapsody, Radio Ga Ga, Another One Bites the Dust.
واغنية Bohemian Rhapsody سجلت رقم قياسي في أعلى المبيعات في العالم حتى انها تعدت البيتلز والفيس بريسلي

## الأعضاء
- فريدي ميركوري : مؤدي الغناء، البيانو، الجيتار (1970-1991).
- برايان ماي : الجيتار، لوحة المفاتيح وغناء (1970 إلى الوقت الحاضر).
- جون ديكون : باس، والجيتار (1971-اعتزل عام 1997).
- روجر تايلور : يؤدي الغناء، ويقرع الطبول (1970 إلى الوقت الحاضر).

## وصلات خارجية
- الموقع الرسمي
- كوين على موقع IMDb (الإنجليزية)
- كوين على موقع الموسوعة البريطانية (الإنجليزية)
- كوين على موقع ميوزك برينز (الإنجليزية)
- كوين على موقع رولينغ ستون (الإنجليزية)
- كوين على موقع أول موفي (الإنجليزية)
- كوين على موقع أول ميوزيك (الإنجليزية)
- كوين على موقع ديسكوغز (الإنجليزية)
- كوين على موقع ANN person (الإنجليزية)